# Andinsk gärdsmyg
Andinsk gärdsmyg (Pheugopedius mystacalis) är en fågel i familjen gärdsmygar inom ordningen tättingar. Den förekommer i norra Anderna i Sydamerika, i Colombia, Venezuela och Ecuador. Beståndet anses vara livskraftigt.

## Utseende och läte
Andinsk gärdsmyg är en rätt stor gärdsmyg med rostfärgad ovansida, ljusgrå undersida och ett tydligt svartvitstreckat mönster i ansiktet. Olikt liknande duettgärdsmyg har den svarta tvärband på stjärten. Könen är lika. Sången är fyllig och visslande, vanligen avgiven i tydligt åtskilda fraser.

## Utbredning och systematik
Andinsk gärdsmyg förekommer som namnet avslöjar i Anderna, i Colombia, Venezuela och Ecuador. Den delas upp i åtta underarter med följande utbredning:
- Pheugopedius mystacalis saltuensis – västra och centrala Anderna i Colombia
- Pheugopedius mystacalis yanachae – sydvästra Colombia (Yanacháregionen i Nariño)
- Pheugopedius mystacalis mystacalis – södra Colombia till västra Ecuador (söderut till El Oro)
- Pheugopedius mystacalismacrurus – Colombia (endast känd från ett exemplar av okänd härkomst)
- Pheugopedius mystacalis amaurogaster – subtropiska östra Anderna i Colombia
- Pheugopedius mystacalis consobrinus – västra Venezuela (Lara och Mérida)
- Pheugopedius mystacalis ruficaudatus – norra Venezuela (Carabobo och Distrito Federal)
- Pheugopedius mystacalis tachirensis – Anderna i nordvästra Venezuela (Páramo de Tama i Táchira)

Tidigare placerades den i släktet Thryothorus, men DNA-studier visar att arterna i släktet inte är varandras närmaste släktingar.

## Levnadssätt
Andinsk gärdsmyg hittas i förberg och subtropiska områden i Anderna. Där håller den sig dold i snårig växtlighet i skogsbryn. Den ses ofta i par.

## Status
Arten har ett stort utbredningsområde och internationella naturvårdsunionen IUCN kategoriserar arten som livskraftig. Beståndsutvecklingen är dock oklar.